# Segundo López, aventurero urbano
Segundo López, aventurero urbano és una pel·lícula espanyola de comèdia de costums dirigida per Ana Mariscal.

## Argument
La pel·lícula narra en to de comèdia la història d'un bon home (personatge inspirat en un personatge real de Càceres) de províncies que arriba a Madrid amb la intenció de guanyar-se la vida; no obstant això, allí coneixerà a "El Chirri", amb el qual viurà nombroses peripècies a la ciutat que li faran perdre els pocs diners que portava.

## Repartiment
- Ana Mariscal - Marta
- Luisa Esteso
- Martín Ramírez - Chirri
- Tony Leblanc - Fotògraf
- Adela Carboné
- Mariano Azaña - Podòleg
- Dolores Bremón
- Matilde Artero
- Emilio González de Hervás
- Ernesto Lapeña
- José Luis Alonso
- Carlos Fernández Cuenca
- Manuel Mur Oti
- Leocadio Mejías - l'escriptor
- Severiano Población - Segundo López

## Producció
Basada en la novel·la homònima de Leocadio Mejía de 1947, la pel·lícula mostra influències del neorealisme italià. La pel·lícula va ser realitzada amb pocs mitjans pressupostaris, finançada amb els estalvis de la pròpia directora que, a causa de la crisi del sector aleshores, no pot aconseguir treball i es llança a la producció de la pel·lícula amb Tony Leblanc i el director Manuel Mur Oti en el repartiment, a més de nombrosos actors no professionals.
Després de sis mesos en l'atur, a causa del boicot estatunidenc de març de 1951 a juny de 1952,, a Ana Mariscal se li ocorre dirigir, produir i interpretar la seva pròpia pel·lícula.

## Crítiques
La pel·lícula va ser molt bé vista per la crítica del moment per la seva eficaç visualització del costumisme madrileny de l'època a més del mèrit que suposava que una dona rodés la seva primera pel·lícula en aquells dies. No obstant això, al públic del moment no li va interessar l'obra que es va convertir en un desastre en taquilla.